# حازم البكري
حازم البكري الصديقي (( 1925 - 2017)) وهوطبيب وكاتب ومؤرخ واستاذ جامعي في جامعة الموصل متخصص بالتاريخ العربي وتحقيق التراث الطبي.

## نشأته ودراسته
طبيب الأسنان، المحقق والعالم في التراث الطبي العربي الإسلامي الدكتور حازم محمد مصطفى محمد سعيد البكري، ولد في محلة امام عون الدين في الموصل في سنة 1925 من عائلة عربية عريقة محافظة( وتمتد جذور البيت البكري في الموصل إلى القرن السابع عشر للميلاد، ومن أجدادها أبي الفرج جمال الدين بن علي بن محمد جعفر الجوزي واعظ العراق ومؤلف عدد من كتب الدين والفقه والاجتماع ) .
درس الابتدائة والمتوسطة والإعدادية في مدارس الموصل، درس علم أمراض الفم وجراحة الأسنان في كلية طب الأسنان – جامعة دمشق . مارس طب الأسنان في عيادته الخاصة في شارع الرشيد في بغداد .
ساهم في الصراع السياسي الذي أعقب ثورة 14 تموز 1958 وكان المشاركون في اغتيال عبد الكريم قاسم يراقبون الشارع من عيادته في رأس القرية .
وهو من المواظبين على حضور المؤتمرات العلمية والتراثية والمساهمة بتقديم الدراسات والبحوث فيها .وقد أشاد به الدكتور محي الدين صابر المدير العام للمنظمة العربية للتربية والثقافة والعلوم، في مقدمته لكتاب المنصوري للرازي الذي حققه الدكتور البكري حيث قال (( والشكر والتقدير أتوجه بهما إلى الأستاذ الدكتور حازم البكري الصديقي الذي حقق الكتاب بمنهجية العالم وخبرته، وقد أعانه على هذا العمل الجليل إيمانه بتراث أمتنا، وثقافته الطبية الواسعة، ومعرفته بعلوم الطب قديمها وحديثها، وبذلك قدم خدمة نافعة، تذكر له بالخير ))

## مؤلفاته
- 1 – طب الأسنان في التراث العربي 1957 .
- 2– دراسات في الألفاظ العامية الموصلية 1971 .
- 3– نهاية الأفكار ونزهة الأبصار لابي القاسم الحريري الإشبيلي البغدادي ( تحقيق بالاشتراك مع الدكتور مصطفى شريف العاني ) 1980 .
- 4- المنصوري لأبي بكر محمد بن زكريا الرازي ( تحقيق ) 1988.
- 5 - الأمثال الشعبية الموصلية .6 – وله مؤلفات طبية في موضوع العقاقير الشعبية .

## عضوياته
- 1 – عضو في نقابة أطباء الأسنان العراقية .
- 2 – جمعية الكتاب والمؤلفين العراقيين .[3][4]

## وصلات خارجية
- حازم البكري على موقع أرشيف الشارخ.
- مدونة الدكتور إبراهيم العلاف